# 若槻千夏と生で行ってみた
『若槻千夏と生で行ってみた』（わかつきちなつと なまでいってみた）は、インターネットテレビ局AbemaTVで2016年4月13日から同年9月28日まで配信されていた街歩きバラエティ番組。

## 番組概要
2016年4月、AbemaTV開局とともにスタートした街歩きバラエティー番組。若槻千夏の冠番組であり復帰後初の冠番組となった。毎週さまざまな街へゲストと一緒に行き、話題のお店舗や気になったポイントを訪れ、その街のトレンドキーワードなどを導き出す生バラエティー。ただし最終目的地を含めた数点のアポイントしかとっておらず、訪問を店頭で断られることや、回線トラブルで配信が途切れることなどハプニングもたびたび起こっていた。編集なし生配信のためファンに囲まれることや、急ぎ足になることも多く、後期は街歩き要素は前半部分のみで早々と済ませ、目的地でのトークが主要コンテンツとなっていった。円滑に進行させるため第14回以降はお笑い芸人がゲスト参加することが多い。
第5回以降は番組名を略した『＃若槻なまいき』を推奨ハッシュタグに指定していた。

## 出演者

### レギュラー
- 若槻千夏

### ゲスト・配信日程
| 話数 | 配信日        | サブタイトル | ゲスト                                                 | その他                       |
| ---- | ------------- | ------------ | ------------------------------------------------------ | ---------------------------- |
| 1    | 2016年4月13日 | 銀座         | 池田美優                                               |                              |
| 2    | 4月20日       | 原宿         | 中村里砂                                               |                              |
| 3    | 4月27日       | 渋谷         | 今井華                                                 |                              |
| 4    | 5月4日        | 群馬・高崎   | 加藤ナナ                                               | ゴールデンウィークスペシャル |
| 5    | 5月11日       | 下北沢       | 宮城舞                                                 |                              |
| 6    | 5月18日       | 吉祥寺       | 久松郁実 松元絵里花                                    |                              |
| 7    | 5月25日       | 高円寺       | 筧美和子 永野                                          |                              |
| 8    | 6月1日        | 池袋         | 越智ゆらの たくぽん                                    |                              |
| 9    | 6月8日        | 中野         | mim＆mam                                               |                              |
| 10   | 6月15日       | 代官山       | MEG BABY                                               |                              |
| 11   | 6月22日       | 三軒茶屋     | ロッチ                                                 |                              |
| 12   | 6月29日       | お台場       | KABA.ちゃん                                            |                              |
| 13   | 7月6日        | 西麻布       | 矢口真里                                               |                              |
| 14   | 7月13日       | 渋谷・表参道 | 堀田茜 三四郎                                          |                              |
| 15   | 7月20日       | 恵比寿       | 瑛茉ジャスミン コカドケンタロウ（ロッチ）              |                              |
| 16   | 7月27日       | 浅草         | 野沢直子                                               |                              |
| 17   | 8月3日        | 秋葉原       | 菅野結以 永野                                          |                              |
| 18   | 8月10日       | 六本木       | 福田沙紀 コカドケンタロウ（ロッチ）                    |                              |
| 19   | 8月17日       | 後楽園       | 鈴木優華 コカドケンタロウ（ロッチ）                    |                              |
| 20   | 8月24日       | 渋谷         | 松井愛莉 永野                                          |                              |
| 21   | 8月31日       | 表参道       | ラブリ 三四郎                                          |                              |
| 22   | 9月7日        | 銀座         | 鈴木奈々 コカドケンタロウ（ロッチ）                    |                              |
| 23   | 9月14日       | 新橋         | 舟山久美子 都丸紗也華                                  |                              |
| 24   | 9月21日       | お台場       | 高橋愛 永野                                            |                              |
| 25   | 9月28日       | 渋谷         | ナイツ（塙宣之、土屋伸之） 宮城舞 今井華 高橋愛 若槻父 |                              |

## スタッフ
- 主題歌「オープニング楽曲」作曲：TESSEI TOJO
- ナレーション（番組宣伝）‐池田理恵[32]
- 制作協力：東通企画[33]
- 制作著作：AbemaTV